# Emmeline Snively
Emmeline Snively (2 maggio 1909 – Huntington Beach, 17 settembre 1975) è stata un'imprenditrice statunitense.

## Biografia
Nata nello Stato dell'Ohio, fu la celebre direttrice della Blu Book School of Charm and Modeling (più nota con Blue Book Modeling Agency), la più importante agenzia pubblicitaria di Hollywood della metà del XX secolo. Quando Marilyn Monroe non era ancora celebre aveva fatto diversi servizi fotografici, alcune delle sue foto arrivarono sul tavolo di Emmeline e lei la scelse come modella.
Le diede molti consigli su come comportarsi, le schiarì i capelli, le insegnò l'arte del sorriso e sulla giusta tonalità di voce da utilizzare, ma come lei stessa raccontò, fallì nell'insegnarle come camminare.
Apparve nel documentario The Legend of Marilyn Monroe.